# VCX2
VCX2 (англ. Variable charge, X-linked 2) – білок, який кодується однойменним геном, розташованим у людей на короткому плечі X-хромосоми. Довжина поліпептидного ланцюга білка становить 139 амінокислот, а молекулярна маса — 14 661.
| 10         |  | 20         |  | 30         |  | 40         |  | 50         |
| ---------- |  | ---------- |  | ---------- |  | ---------- |  | ---------- |
| MSPKPRASGP |  | PAKATEAGKR |  | KSSSQPSPSD |  | PKKKTTKVAK |  | KGKAVRRGRR |
| GKKGAATKMA |  | AVTAPEAESA |  | PAAPGPSDQP |  | SQELPQHELP |  | PEEPVSEGTQ |
| HDPLSQESEV |  | EEPLSQESEV |  | EEPLTVWMAS |  | FSPVSESTD  |  |            |

A: Аланін

D: Аспарагінова кислота

E: Глутамінова кислота

F: Фенілаланін

G: Гліцин

H: Гістидин

K: Лізин

L: Лейцин

M: Метіонін

P: Пролін

Q: Глутамін

R: Аргінін

S: Серин

T: Треонін

V: Валін